# Rally de Suecia de 2017
El Rally de Suecia de 2017 fue la 65.ª edición y la segunda fecha de la temporada 2017 del Campeonato Mundial de Rally. Se celebró entre el 9 y el 12 de febrero y contó con un itinerario de dieciocho tramos (finalmente se disputaron solo 17) que sumaron un total de 300,14 km cronometrados. Será también la segunda ronda de los campeonatos WRC 2, WRC 3, JWRC y la RGT.
El triunfo quedó en manos del finlandés Jari-Matti Latvala, obteniendo así su cuarto rally de Suecia, con su Toyota Yaris WRC que volvió a vencer en una prueba del WRC después de 17 años. Segundo fue el estonio Ott Tänak y tercero el francés Sébastien Ogier.
Es la primera vez que un piloto que no sea el cuatro veces campeón, Sébastien Ogier, lideraba el campeonato desde febrero de 2014.

## Incidencias de la carrera

### Primer día
Jari-Matti Latvala es el primer líder del rally al dominar la especial de apertura sobre Sébastien Ogier.

### Segundo día
El belga Thierry Neuville ha completado la jornada más larga del rallye de nieve y hielo de cuatro días con una ventaja de 28.1 segundos con su Hyundai i20 Coupe WRC después de distanciar al finlandés Jari-Matti Latvala con un triplete de scratch por la tarde. Ott Tänak es tercero 21.6 segundos más atrás.

### Tercer día
Mañana
Ott Tänak gana los tres tramos de la mañana y se encuentra mucho más cerca del segundo Jari-Matti Latvala. Neuville continúa como líder.
Østberg se lleva el Colin´s Crest con un salto de 44 metros.
Tarde
El especial 12 se canceló por exceso de velocidad.

«Cancelado - La organización confirma la cancelación del primer tramo de la tarde por motivos de seguridad tras analizar las velocidades medias de la mañana y seguir recomendaciones de la FIA.»
WRC

Latvala lidera tras el accidente de Neuville (arrancó la rueda delantera izquierda de su Hyundai después de salirse de la carretera en la súper especial de Karlstad).

### Cuarto día
Latvala se lleva el bonus ganando la power stage por delante de Ogier y Neuville.

## Lista de inscritos
| \| Pilotos principales \| Pilotos principales \| Pilotos principales \| Pilotos principales \| Pilotos principales \| Pilotos principales \| \| Num. \| Piloto \| Copiloto \| Coche \| Equipo \| Neumático \| \| ------------------- \| ------------------- \| ------------------- \| -------------------------- \| --------------------------- \| ------------------- \| \| 1 \| Sébastien Ogier \| Julien Ingrassia \| Ford Fiesta WRC \| M-Sport World Rally Team \| M \| \| 2 \| Ott Tänak \| Martin Järveoja \| Ford Fiesta WRC \| M-Sport World Rally Team \| M \| \| 3 \| Elfyn Evans \| Daniel Barritt \| Ford Fiesta WRC \| M-Sport World Rally Team \| DM \| \| 4 \| Hayden Paddon \| John Kennard \| Hyundai i20 Coupe WRC \| Hyundai Motorsport \| M \| \| 5 \| Thierry Neuville \| Nicolas Gilsoul \| Hyundai i20 Coupe WRC \| Hyundai Motorsport \| M \| \| 6 \| Dani Sordo \| Marc Martí \| Hyundai i20 Coupe WRC \| Hyundai Motorsport \| M \| \| 7 \| Kris Meeke \| Paul Nagle \| Citroën C3 WRC \| Citroën Total Abu Dhabi WRT \| M \| \| 8 \| Craig Breen \| Scott Martin \| Citroën C3 WRC \| Citroën Total Abu Dhabi WRT \| M \| \| 10 \| Jari-Matti Latvala \| Miikka Anttila \| Toyota Yaris WRC \| Toyota GAZOO Racing WRC \| M \| \| 11 \| Juho Hänninen \| Kaj Lindström \| Toyota Yaris WRC \| Toyota GAZOO Racing WRC \| M \| \| 14 \| Mads Østberg \| Ola Floene \| Ford Fiesta WRC \| M-Sport World Rally Team \| M \| \| 15 \| Stéphane Lefebvre \| Gabin Moreau \| Citroën DS3 WRC \| Citroën Total Abu Dhabi WRT \| M \| \| 16 \| Valeriy Gorban \| Sergey Larens \| Mini John Cooper Works WRC \| Eurolamp WRT \| P \| \| 17 \| Henning Solberg \| Cato Menkerud \| Ford Fiesta WRC \| Henning Solberg \| M \| \| 31 \| Teemu Suninen \| Mikko Markkula \| Ford Fiesta R5 \| M-Sport World Rally Team \| M \| \| 32 \| Pontus Tidemand \| Jonas Andersson \| Škoda Fabia R5 \| Škoda Motorsport \| M \| \| 33 \| Pierre-Louis Loubet \| Vincent Landals \| Citroën DS3 R5 \| Pierre-Louis Loubet \| M \| \| 34 \| Ole Veiby \| Stig Skjærmoen \| Škoda Fabia R5 \| PrintSport Racing \| M \| \| 35 \| Anders Grøndal \| Roger Eilertsen \| Ford Fiesta R5 \| Anders Grøndal \| P \| \| 36 \| Eyvind Brynildsen \| Anders Fredriksson \| Ford Fiesta R5 \| Adapta Motorsport AS \| M \| \| 37 \| Lorenzo Bertelli \| Simone Scattolin \| Ford Fiesta WRC \| FWRT \| P \| \| 38 \| Jarosław Kołtun \| Ireneusz Pleskot \| Ford Fiesta R5 \| C-Rally \| M \| \| 39 \| Emil Bergkvist \| Joakim Sjöberg \| Citroën DS3 R5 \| Emil Bergkvist \| M \| \| 40 \| Eric Camilli \| Benjamin Veillas \| Ford Fiesta R5 \| M-Sport World Rally Team \| M \| \| 41 \| Radik Shaymiev \| Maxim Tsvetkov \| Ford Fiesta R5 \| TAIF Motorsport \| M \| \| 42 \| Aleksey Lukyanuk \| Aleksey Arnautov \| Ford Fiesta R5 \| Aleksey Lukyanuk \| P \| \| 43 \| Takamoto Katsuta \| Marko Salminen \| Ford Fiesta R5 \| Tommi Mäkinen Racing \| P \| \| 44 \| Hiroki Arai \| Glenn MacNeil \| Ford Fiesta R5 \| Tommi Mäkinen Racing \| P \| \| 45 \| Fergus Greensmith \| Craig Parry \| Ford Fiesta R5 \| Fergus Greensmith \| DM \| \| 61 \| Louise Cook \| Stefan Davis \| Ford Fiesta R2 \| Louise Cook \| M \| \| Fuente:[9] \| \| \| \| \| \| |                     |                    |                            |                             |           |
| Pilotos principales |                     |                    |                            |                             |           |
| Num. | Piloto              | Copiloto           | Coche                      | Equipo                      | Neumático |
| 1 | Sébastien Ogier     | Julien Ingrassia   | Ford Fiesta WRC            | M-Sport World Rally Team    | M         |
| 2 | Ott Tänak           | Martin Järveoja    | Ford Fiesta WRC            | M-Sport World Rally Team    | M         |
| 3 | Elfyn Evans         | Daniel Barritt     | Ford Fiesta WRC            | M-Sport World Rally Team    | DM        |
| 4 | Hayden Paddon       | John Kennard       | Hyundai i20 Coupe WRC      | Hyundai Motorsport          | M         |
| 5 | Thierry Neuville    | Nicolas Gilsoul    | Hyundai i20 Coupe WRC      | Hyundai Motorsport          | M         |
| 6 | Dani Sordo          | Marc Martí         | Hyundai i20 Coupe WRC      | Hyundai Motorsport          | M         |
| 7 | Kris Meeke          | Paul Nagle         | Citroën C3 WRC             | Citroën Total Abu Dhabi WRT | M         |
| 8 | Craig Breen         | Scott Martin       | Citroën C3 WRC             | Citroën Total Abu Dhabi WRT | M         |
| 10 | Jari-Matti Latvala  | Miikka Anttila     | Toyota Yaris WRC           | Toyota GAZOO Racing WRC     | M         |
| 11 | Juho Hänninen       | Kaj Lindström      | Toyota Yaris WRC           | Toyota GAZOO Racing WRC     | M         |
| 14 | Mads Østberg        | Ola Floene         | Ford Fiesta WRC            | M-Sport World Rally Team    | M         |
| 15 | Stéphane Lefebvre   | Gabin Moreau       | Citroën DS3 WRC            | Citroën Total Abu Dhabi WRT | M         |
| 16 | Valeriy Gorban      | Sergey Larens      | Mini John Cooper Works WRC | Eurolamp WRT                | P         |
| 17 | Henning Solberg     | Cato Menkerud      | Ford Fiesta WRC            | Henning Solberg             | M         |
| 31 | Teemu Suninen       | Mikko Markkula     | Ford Fiesta R5             | M-Sport World Rally Team    | M         |
| 32 | Pontus Tidemand     | Jonas Andersson    | Škoda Fabia R5             | Škoda Motorsport            | M         |
| 33 | Pierre-Louis Loubet | Vincent Landals    | Citroën DS3 R5             | Pierre-Louis Loubet         | M         |
| 34 | Ole Veiby           | Stig Skjærmoen     | Škoda Fabia R5             | PrintSport Racing           | M         |
| 35 | Anders Grøndal      | Roger Eilertsen    | Ford Fiesta R5             | Anders Grøndal              | P         |
| 36 | Eyvind Brynildsen   | Anders Fredriksson | Ford Fiesta R5             | Adapta Motorsport AS        | M         |
| 37 | Lorenzo Bertelli    | Simone Scattolin   | Ford Fiesta WRC            | FWRT                        | P         |
| 38 | Jarosław Kołtun     | Ireneusz Pleskot   | Ford Fiesta R5             | C-Rally                     | M         |
| 39 | Emil Bergkvist      | Joakim Sjöberg     | Citroën DS3 R5             | Emil Bergkvist              | M         |
| 40 | Eric Camilli        | Benjamin Veillas   | Ford Fiesta R5             | M-Sport World Rally Team    | M         |
| 41 | Radik Shaymiev      | Maxim Tsvetkov     | Ford Fiesta R5             | TAIF Motorsport             | M         |
| 42 | Aleksey Lukyanuk    | Aleksey Arnautov   | Ford Fiesta R5             | Aleksey Lukyanuk            | P         |
| 43 | Takamoto Katsuta    | Marko Salminen     | Ford Fiesta R5             | Tommi Mäkinen Racing        | P         |
| 44 | Hiroki Arai         | Glenn MacNeil      | Ford Fiesta R5             | Tommi Mäkinen Racing        | P         |
| 45 | Fergus Greensmith   | Craig Parry        | Ford Fiesta R5             | Fergus Greensmith           | DM        |
| 61 | Louise Cook         | Stefan Davis       | Ford Fiesta R2             | Louise Cook                 | M         |
| Fuente: |                     |                    |                            |                             |           |

## Itinerario
| Día            | Tramo | Nombre           | Distancia | Ganador de la etapa | Coche                 | Tiempo          | Líder de la general |
| -------------- | ----- | ---------------- | --------- | ------------------- | --------------------- | --------------- | ------------------- |
| Día 1 (9 feb)  | SS1   | Karlstad 1       | 1.90 km   | Jari-Matti Latvala  | Toyota Yaris WRC      | 1:34.1          | Jari-Matti Latvala  |
| Día 2 (10 feb) | SS2   | Röjden 1         | 18.47 km  | Thierry Neuville    | Hyundai i20 Coupe WRC | 9:37.3          | Thierry Neuville    |
| Día 2 (10 feb) | SS3   | Hof - Finnskog 1 | 21.26 km  | Thierry Neuville    | Hyundai i20 Coupe WRC | 10:10.3         | Thierry Neuville    |
| Día 2 (10 feb) | SS4   | Svullkya 1       | 24.88 km  | Jari-Matti Latvala  | Toyota Yaris WRC      | 12:52.3         | Jari-Matti Latvala  |
| Día 2 (10 feb) | SS5   | Röjden 2         | 18.47 km  | Thierry Neuville    | Hyundai i20 Coupe WRC | 9:25.7          | Thierry Neuville    |
| Día 2 (10 feb) | SS6   | Hof - Finnskog 1 | 21.26 km  | Thierry Neuville    | Hyundai i20 Coupe WRC | 10:06.4         | Thierry Neuville    |
| Día 2 (10 feb) | SS7   | Svullkya 2       | 24.88 km  | Thierry Neuville    | Hyundai i20 Coupe WRC | 13:04.0         | Thierry Neuville    |
| Día 2 (10 feb) | SS8   | Torsby 1         | 16.43 km  | Ott Tänak           | Ford Fiesta WRC       | 9:24.8          | Thierry Neuville    |
| Día 3 (11 feb) | SS9   | Knon 1           | 31.60 km  | Ott Tänak           | Ford Fiesta WRC       | 13:45.5         | Thierry Neuville    |
| Día 3 (11 feb) | SS10  | Hagfors 1        | 15.87 km  | Ott Tänak           | Ford Fiesta WRC       | 8:03.0          | Thierry Neuville    |
| Día 3 (11 feb) | SS11  | Vargåsen 1       | 14.27 km  | Ott Tänak           | Ford Fiesta WRC       | 8:20.7          | Thierry Neuville    |
| Día 3 (11 feb) | SS12  | Knon 2           | 31.60 km  | Tramo cancelado     | Tramo cancelado       | Tramo cancelado | Thierry Neuville    |
| Día 3 (11 feb) | SS13  | Hagfors 2        | 15.87 km  | Jari-Matti Latvala  | Toyota Yaris WRC      | 7:50.9          | Thierry Neuville    |
| Día 3 (11 feb) | SS14  | Vargåsen 2       | 14.27 km  | Thierry Neuville    | Hyundai i20 Coupe WRC | 8:07.5          | Thierry Neuville    |
| Día 3 (11 feb) | SS15  | Karlstad 2       | 1.90 km   | Dani Sordo          | Hyundai i20 Coupe WRC | 1:33.9          | Jari-Matti Latvala  |
| Día 4 (12 feb) | SS16  | Likenäs 1        | 21.19 km  | Jari-Matti Latvala  | Toyota Yaris WRC      | 11:06.9         | Jari-Matti Latvala  |
| Día 4 (12 feb) | SS17  | Likenäs 2        | 21.19 km  | Jari-Matti Latvala  | Toyota Yaris WRC      | 11:06.3         | Jari-Matti Latvala  |
| Día 4 (12 feb) | SS18  | Torsby 1 (PS)    | 16.43 km  | Jari-Matti Latvala  | Toyota Yaris WRC      | 8:51.1          | Jari-Matti Latvala  |

### Power stage
El power stage fue la última etapa del rally y tuvo un recorrido total de 16.43 km.
| Pos. | Piloto             | Copiloto         | Coche                 | Equipo                      | Tiempo | Puntos |
| ---- | ------------------ | ---------------- | --------------------- | --------------------------- | ------ | ------ |
| 1    | Jari-Matti Latvala | Miikka Anttila   | Toyota Yaris WRC      | Toyota GAZOO Racing WRC     | 8:51.1 | 5      |
| 2    | Sébastien Ogier    | Julien Ingrassia | Ford Fiesta WRC       | M-Sport World Rally Team    | +1.2   | 4      |
| 3    | Thierry Neuville   | Nicolas Gilsoul  | Hyundai i20 Coupe WRC | Hyundai Motorsport          | +1.5   | 3      |
| 4    | Kris Meeke         | Paul Nagle       | Citroën C3 WRC        | Citroën Total Abu Dhabi WRT | +3.0   | 2      |
| 5    | Hayden Paddon      | John Kennard     | Hyundai i20 Coupe WRC | Hyundai Motorsport          | +7.7   | 1      |

## Clasificación final
| World Rally Championship   | World Rally Championship | World Rally Championship | World Rally Championship | World Rally Championship    | World Rally Championship | World Rally Championship |
| Pos.                       | Piloto                   | Copiloto                 | Coche                    | Equipo                      | Neumático                | Tiempo                   |
| -------------------------- | ------------------------ | ------------------------ | ------------------------ | --------------------------- | ------------------------ | ------------------------ |
| 1                          | Jari-Matti Latvala       | Miikka Anttila           | Toyota Yaris WRC         | Toyota GAZOO Racing WRC     | M                        | 2:36:03.6                |
| 2                          | Ott Tänak                | Martin Järveoja          | Ford Fiesta WRC          | M-Sport World Rally Team    | M                        | +29.2                    |
| 3                          | Sébastien Ogier          | Julien Ingrassia         | Ford Fiesta WRC          | M-Sport World Rally Team    | M                        | +59.5                    |
| 4                          | Dani Sordo               | Marc Martí               | Hyundai i20 Coupe WRC    | Hyundai Motorsport          | M                        | +2:11.5                  |
| 5                          | Craig Breen              | Scott Martin             | Citroën C3 WRC           | Citroën Total Abu Dhabi WRT | M                        | +2:51.2                  |
| 6                          | Elfyn Evans              | Daniel Barritt           | Ford Fiesta WRC          | M-Sport World Rally Team    | DM                       | +5:26.6                  |
| 7                          | Hayden Paddon            | John Kennard             | Hyundai i20 Coupe WRC    | Hyundai Motorsport          | M                        | +5:31.2                  |
| 8                          | Stéphane Lefebvre        | Gabin Moreau             | Citroën DS3 WRC          | Citroën Total Abu Dhabi WRT | M                        | +7:14.7                  |
| 9                          | Pontus Tidemand          | Jonas Andersson          | Škoda Fabia R5           | Škoda Motorsport            | M                        | +9:11.1                  |
| 10                         | Teemu Suninen            | Mikko Markkula           | Ford Fiesta R5           | M-Sport World Rally Team    | M                        | +10:02.9                 |
| World Rally Championship 2 |                          |                          |                          |                             |                          |                          |
| 1 (9.)                     | Pontus Tidemand          | Jonas Andersson          | Škoda Fabia R5           | Škoda Motorsport            | M                        | 2:45:14.7                |
| 2 (10.)                    | Teemu Suninen            | Mikko Markkula           | Ford Fiesta R5           | M-Sport World Rally Team    | M                        | +51.8                    |
| 3 (11.)                    | Ole Veiby                | Stig Skjærmoen           | Škoda Fabia R5           | PrintSport Racing           | M                        | +1:07.4                  |
| 4 (14.)                    | Eric Camilli             | Benjamin Veillas         | Ford Fiesta R5           | M-Sport World Rally Team    | M                        | +3:12.4                  |
| 5 (16.)                    | Gus Greensmith           | Craig Parry              | Ford Fiesta R5           | Fergus Greensmith           | DM                       | +5:10.8                  |
| 6 (17.)                    | Emil Bergkvist           | Joakim Sjöberg           | Citroën DS3 R5           | Emil Bergkvist              | M                        | +6:05.8                  |
| 7 (19.)                    | Hiroki Arai              | Glenn MacNeil            | Ford Fiesta R5           | Tommi Mäkinen Racing        | P                        | +6:46.9                  |
| 8 (21.)                    | Eyvind Brynildsen        | Anders Fredriksson       | Ford Fiesta R5           | Adapta Motorsport AS        | M                        | +13:04.7                 |
| 9 (22.)                    | Takamoto Katsuta         | Marko Salminen           | Ford Fiesta R5           | Tommi Mäkinen Racing        | P                        | +13:27.4                 |
| 10 (24.)                   | Jarosław Kołtun          | Ireneusz Pleskot         | Ford Fiesta R5           | C-Rally                     | M                        | +21:18.1                 |
| World Rally Championship 3 |                          |                          |                          |                             |                          |                          |
| No hubo clasificados       |                          |                          |                          |                             |                          |                          |